# فريد لوكوف
فريد لوكوف (بالإنجليزية: Fred Lukoff)‏(12 نوفمبر 1920 - 13 أغسطس 2000) لغوي من الولايات المتحدة تخصص في دراسة اللغة الكورية وكان أول رئيس للرابطة الدولية لتعليم اللغة الكورية (IAKLE) .
تتلمذ على يد عالم اللسانيات «زليغ هاريس»، كما كتب معه «صوائت كينواغا - السواحلية» عام 1942، وحصل على درجة البكالوريوس من جامعة بنسلفانيا عام 1947، وماجستير من نفس المؤسسة عام 1948، مع درجة الدكتوراه من جامعة بنسيلفانيا أيضًا عام 1954. بعد حصوله على درجة الدكتوراه، إلتحق بمختبر أبحاث الالكترونيات في معهد ماساتشوستس للتكنولوجيا في نفس العام الذي كان فيه ناعوم تشومسكي  يعمل على الترجمة الآلية في معهد فيكتور ينجيف، حيث كتب عام 1956، ورقة علمية عن علم الأصوات التوليدي، «في لهجة وحصادة في اللغة الإنجليزية» مع تشومسكي وموريس هالي، درس في جامعة يونسي (Yonsei) في سيول لسبع سنوات، وأمضى بقية حياته المهنية في جامعة واشنطن في سياتل حتى تقاعده عام 1989
كتب لوكوف عدة كتب مدرسية لغير الناطقين باللغة الكورية، بما في ذلك: دورة تمهيدية باللغة الكورية، و التحدث الكوري، و القارئ الأول في الكتابة الكورية في سيناريو مختلط.